# Selezioni giovanili della nazionale maschile di pallacanestro della Croazia
Le selezioni giovanili della nazionale di pallacanestro della Croazia sono gestite dalla Federazione cestistica della Croazia e partecipano ai tornei cestistici internazionali per squadre nazionali, limitatamente a specifiche classi d'età.

## Universitaria
Rappresenta la selezione dei migliori giocatori universitari della nazionale croata.

### Partecipazioni
- 2019 - 10°

### Formazioni
Croazia universitaria - Pallacanestro alla XXX Universiade - Torneo maschile4 Anzulovic, 6 Kucan, 8 Peric, 9 Skara, 10 Sabic, 11 Rebic, 12 Vucic, 13 Bilalovic, 14 Colak, 15 Jambrovic, 16 Turalija, 17 Svalina,        All. -

## Under-21
Rappresenta i migliori giocatori di nazionalità croata di età non superiore ai 21 anni. Partecipa a tutte le manifestazioni internazionali giovanili di pallacanestro per nazioni gestite dalla FIBA.

### Partecipazioni
Mondiali Under-21
- 2001 -  2º

### Formazioni
Croazia under 21 - Campionato mondiale maschile di pallacanestro Under-21 20014 Subotić, 5 Miljković, 6 Perković, 7 Morić, 8 Tomas, 9 Lončar, 10 Planinić, 11 Stojić, 12 Malić, 13 Garma, 14 Šundov, 15 Džidić,        All. Silvio Baturina

## Under-20
Rappresenta i migliori giocatori di nazionalità croata di età non superiore ai 20 anni. Partecipa a tutte le manifestazioni internazionali giovanili di pallacanestro per nazioni gestite dalla FIBA.
Nel corso degli anni questa selezione ha subìto alcuni cambiamenti nel nome, dovuti agli adeguamenti nelle normative della FIBA in fatto di classificazione delle categorie giovanili.
Agli inizi la denominazione originaria era Nazionale Juniores, in quanto la FIBA classificava le fasce di età sotto i 22 anni con la denominazione "juniores". In seguito, denominazione e fasce di età sono state equiparate, divenendo Nazionale Under 22. Dal 2000, la FIBA ha modificato nuovamente il tutto, equiparando sotto la dicitura "under 20" sia denominazione che fasce di età. Da allora la selezione ha preso il nome attuale.
Si è formata dopo le guerre che hanno dissolto lo Stato jugoslavo, e nella sua breve storia, solo una medaglia mondiale nel 2001. Per il resto poca gloria, condita da discese in Division B e seguenti risalite nella serie maggiore.

### Partecipazioni
FIBA EuroBasket Under-20
- 1998 - 9°
- 2000 - 4°
- 2002 - 8°
- 2004 - 12º
- 2005 - 11º

- 2006 - 5°
- 2007 - 10°
- 2008 - 12º
- 2009 - 8°
- 2010 - 4°

- 2011 - 16°
- 2013 - 12°
- 2014 - 4°
- 2015 - 17°
- 2018 -  2º

- 2019 - 7°
- 2022 - 7°
- 2023 - 14°

### Formazioni
Croazia under 22 - Campionato europeo maschile di pallacanestro Under-22 19984 Miličić, 5 Pestić, 6 J. Ružić, 7 T. Ružić, 8 Giriček, 9 Perinčić, 10 Poljak, 11 Nicević, 12 Kus, 13 Miliša, 14 Zemljić, 15 Ercegović,        All. Silvio Baturina
 Croazia under 20 - Campionato europeo maschile di pallacanestro Under-20 20004 Subotić, 5 Miljković, 6 Malić, 7 Pašalić, 8 Žižić, 9 Džidić, 10 Planinić, 11 Stojić, 12 Bagarić, 13 Tomas, 14 Pehar, 15 Vidaković,        All. Silvio Baturina
 Croazia under 20 - Campionato europeo maschile di pallacanestro Under-20 20024 Toroman, 5 Ćuzela, 6 Popović, 7 Rozić, 8 Bulić, 9 Gligora, 10 Morović, 11 Markota, 12 Lončar, 13 Špralja, 14 Kurilić, 15 Trepalovac,        All. Zdenko Ljubičić
 Croazia under 20 - Campionato europeo maschile di pallacanestro Under-20 20044 Ćosić, 5 Modrić, 6 Filipović, 7 Garma, 8 Vučica, 9 Kovačević, 10 Jurjević, 11 Pašalić, 12 Previšić, 13 Banić, 14 Trepalovac, 15 Andrić,        All. Josip Grabovac
 Croazia under 20 - Campionato europeo maschile di pallacanestro Under-20 20054 Tičina, 5 Stipčević, 6 Markota, 7 Simon, 8 Rudež, 9 Babić, 10 Lalić, 11 Garma, 12 Barać, 13 Andrić, 14 Trepalovac, 15 Kovačević,        All. Davor Vučković
 Croazia under 20 - Campionato europeo maschile di pallacanestro Under-20 20064 Blajić, 5 Drezga, 6 Stipčević, 7 Stipanović, 8 Batina, 9 Papac, 10 Rudež, 11 Kovačević, 12 Barać, 13 Tomić, 14 Bubnić, 15 Lalić,        All. Dražen Brajković
 Croazia under 20 - Campionato europeo maschile di pallacanestro Under-20 20074 Tomić, 5 Blajić, 6 Drezga, 7 Vrkić, 8 Bubalo, 9 Han, 10 Filipović, 11 Vukićević, 12 Siriščević, 13 Petković, 14 Vlaić, 15 Papac,        All. Goran Caktaš
 Croazia under 20 - Campionato europeo maschile di pallacanestro Under-20 20084 Petani, 5 Klarica, 6 Filipović, 7 Bubalo, 8 Mileković, 9 Krušlin, 10 Šakić, 11 Hajdić, 12 Vukičević, 13 Šarlija, 14 Đugum, 15 Bilan,        All. Ivan Sunara
 Croazia under 20 - Campionato europeo maschile di pallacanestro Under-20 20094 Radić, 5 Nakić, 6 Vragović, 7 Bogdanović, 8 Kraljević, 9 Oštrić, 10 Delaš, 11 Hajdić, 12 Marčinković, 13 Karlović, 14 Blažević, 15 Bilan,        All. Darko Kunce
 Croazia under 20 - Campionato europeo maschile di pallacanestro Under-20 20104 Došen, 5 Radošević, 6 Bilinovac, 7 Delaš, 8 Olivari, 9 Ramljak, 10 Prostran, 11 Batur, 12 Planinić, 13 Butorac, 14 Rikić, 15 Zubčić,        All. Boris Kurtović
 Croazia under 20 - Campionato europeo maschile di pallacanestro Under-20 20114 Došen, 5 Babić, 6 Rogić, 7 Mikulić, 8 Batur, 9 Petrović, 10 Barać, 11 Dukan, 12 Čutura, 13 Buva, 14 Bubalo, 15 Vrlika,        All. Ivan Velić
 Croazia under 20 - Campionato europeo maschile di pallacanestro Under-20 20134 Pandurić, 5 Samac, 6 Segarić, 7 Kanaet, 8 Buovac, 9 Baković, 10 Boban, 11 Ramljak, 12 Madunić, 13 Vlaić, 14 Širko, 15 Božinović,        All. Damir Milačić
 Croazia under 20 - Campionato europeo maschile di pallacanestro Under-20 20144 Bašić, 5 Marinelli, 6 Gulam, 7 Bošnjak, 8 Demo, 9 Mavra, 10 Brzoja, 11 Gabrić, 12 Bundović, 13 Bačak, 14 Marić, 15 Žganec,        All. Damir Milačić
 Croazia under 20 - Campionato europeo maschile di pallacanestro Under-20 20154 Gulam, 5 Boban, 6 Božić, 7 Bošnjak, 8 Gabrić, 9 Ćorić, 10 Filipović, 11 Žganec, 12 Perić, 13 Bačak, 14 Radunić, 15 Jukić,        All. Damir Milačić
 Croazia under 20 - Campionato europeo maschile di pallacanestro Under-20 20184 Kalajžić, 5 Jordano, 6 Šarić, 7 Perković, 8 Barnjak, 9 Nakić, 10 Uljarević, 11 Drežnjak, 12 Čolak, 13 Proleta, 14 Ljubičić, 15 Vrgoč,        All. Damir Rajković
 Croazia under 20 - Campionato europeo maschile di pallacanestro Under-20 20194 Vidović, 5 Jordano, 6 Palokaj, 7 Runjić, 8 Batinić, 9 Nakić, 10 Šarić, 11 Marić, 12 Vrgoč, 13 Branković, 14 Bajo, 16 Nikić,        All. Damir Rajković
 Croazia under 20 - Campionato europeo maschile di pallacanestro Under-20 20224 Matić, 5 Svoboda, 6 Kucić, 7 Menalo, 8 Nazor, 9 Pleadin, 10 Buljan, 11 Bošnjak, 12 Klarica, 13 Perkusić, 14 Tomasević, 16 Damjanić,        All. Ivan Tomas
 Croazia under 20 - Campionato europeo maschile di pallacanestro Under-20 20234 Vujanović, 6 Bogdanović, 8 Skorić, 9 Zanki, 10 Kos, 11 Kalajžić, 12 Brala, 13 T. Ivišić, 14 Z. Ivišić, 15 Matić, 16 Rajaofera, 17 Njegovan,        All. Jeronimo Šarin

## Under-19
Rappresenta i migliori giocatori di nazionalità croata di età non superiore ai 19 anni. Partecipa a tutte le manifestazioni internazionali giovanili di pallacanestro per nazioni gestite dalla FIBA.

### Partecipazioni
Mondiali Under-19
- 1995 - 4°
- 1995 -  3°
- 2003 - 4°

- 2009 -  3°
- 2011 - 8°
- 2013 - 8°

- 2015 -  2°

### Formazioni
Croazia under 19 - Campionato mondiale maschile di pallacanestro Under-19 19954 Ružić, 5 Punda, 6 Giriček, 7 Perinčić, 8 Sesar, 9 Anzulović, 10 Vujić, 11 Prskalo, 12 Novosel, 13 Miliša, 14 Zemljić, 15 Nicević,        All. -
 Croazia under 19 - Campionato mondiale maschile di pallacanestro Under-19 19994 Subotić, 5 Samac, 6 Malić, 7 Morić, 8 Devčić, 9 Džidić, 10 Planinić, 11 Stojić, 12 Bagarić, 13 Pehar, 14 Žižić, 15 Škalabrin,        All. -
 Croazia under 19 - Campionato mondiale maschile di pallacanestro Under-19 20034 Perić, 5 Kralj, 6 Filipović, 7 Kedžo, 8 Markota, 9 Tomas, 10 Ukić, 11 Pašalić, 12 Previšić, 13 Banić, 14 Kaštropil, 15 Novačić,        All. -
 Croazia under 19 - Campionato mondiale maschile di pallacanestro Under-19 20094 Došen, 5 Babić, 6 Bilinovac, 7 Delaš, 8 Olivari, 9 Butorac, 10 Prostran, 11 Batur, 12 Planinić, 13 Bubalo, 14 Radošević, 15 Zubčić,        All. Vlado Vanjak
 Croazia under 19 - Campionato mondiale maschile di pallacanestro Under-19 20114 Junaković, 5 Zadravec, 6 Katić, 7 Krstanović, 8 Brzoja, 9 Kučan, 10 Barać, 11 Ramljak, 12 Repeša, 13 Hezonja, 14 Bundović, 15 Šarić,        All. Dražen Brajković
 Croazia under 19 - Campionato mondiale maschile di pallacanestro Under-19 20134 Junaković, 5 Gabrić, 6 Gulam, 7 Mustapić, 8 Demo, 9 Šarić, 10 Brzoja, 11 Mavra, 12 Bošnjak, 13 Bender, 14 Marić, 15 Jurković,        All. Dražen Brajković
 Croazia under 19 - Campionato mondiale maschile di pallacanestro Under-19 20154 Kapusta, 5 Filipović, 6 Majcunić, 7 Badžim, 8 Božić, 9 Vraneš, 10 Slavica, 11 Bender, 12 Žižić, 13 Zubac, 14 Karačić, 15 Arapović,        All. Ante Nazor

## Under-18
Rappresenta i migliori giocatori di nazionalità croata di età non superiore ai 18 anni. Partecipa a tutte le manifestazioni internazionali giovanili di pallacanestro per nazioni gestite dalla FIBA.
Agli inizi la denominazione originaria era Nazionale Cadetti, in quanto la FIBA classificava le fasce di età sotto i 18 anni con la denominazione "cadetti". Dal 2000, la FIBA ha modificato il tutto, equiparando sotto la dicitura "under 18" sia denominazione che fasce di età. Da allora la selezione ha preso il nome attuale.
Fino al 1991, gli atleti croati partecipavano alle competizioni internazionali di categoria, nelle file della omonima nazionale jugoslava.

Il team si è formato nel 1992, dopo le guerre che hanno dissolto lo Stato jugoslavo, e nel corso della sua breve storia, ha raccolto a livello europeo, più successi della Nazionale maggiore, anche se attualmente milita in Division B.

### Partecipazioni
FIBA EuroBasket Under-18
- 1994 -  2°
- 1996 -  1°
- 1998 -  2°
- 2000 -  2°
- 2002 -  1°

- 2005 - 11°
- 2006 - 10°
- 2007 - 7°
- 2008 -  3°
- 2009 - 8°

- 2010 - 5°
- 2011 - 8°
- 2012 -  1°
- 2013 -  2°
- 2014 -  3°

- 2015 - 12°
- 2016 - 14°
- 2018 - 11°
- 2019 - 13°
- 2022 - 13°

## Under-17
Rappresenta i migliori giocatori di nazionalità croata di età non superiore ai 17 anni. Partecipa a tutte le manifestazioni internazionali giovanili di pallacanestro per nazioni gestite dalla FIBA.

### Partecipazioni
Mondiali Under-17
- 2012 -  3°
- 2018 - 7°

## Under-16
Rappresenta i migliori giocatori di nazionalità croata di età non superiore ai 16 anni. Partecipa a tutte le manifestazioni internazionali giovanili di pallacanestro per nazioni gestite dalla FIBA.
Agli inizi la denominazione originaria era nazionale Allievi, in quanto la FIBA classificava le fasce di età sotto i 18 anni con la denominazione "allievi". Dal 2000, la FIBA ha modificato il tutto, equiparando sotto la dicitura "under 16" sia denominazione che fasce di età. Da allora la selezione ha preso il nome attuale.
Fino al 1991, gli atleti croati partecipavano alle competizioni internazionali di categoria, nelle file della omonima nazionale jugoslava.

Il team si è formato nel 1992, dopo le guerre che hanno dissolto lo Stato jugoslavo.

### Partecipazioni
FIBA EuroBasket Under-16
- 1995 -  1°
- 1997 - 8°
- 1999 - 9°
- 2001 - 12°

- 2004 - 10°
- 2005 - 8°
- 2006 - 8°
- 2007 - 8°

- 2008 - 7°
- 2009 - 6°
- 2010 -  1°
- 2011 -  1°

- 2012 - 8°
- 2013 - 6°
- 2014 - 11°
- 2015 - 9°

- 2016 - 4°
- 2017 - 4°
- 2018 -  1°
- 2019 - 8°

- 2022 - 14°